# Софийский договор
Софийский мирный договор был подписан между княжеством Болгария и Королевством Сербия 31 марта 1904 года. Он состоял из двух отдельных соглашений, касающихся политических и экономических вопросов, и впервые вступил в силу в апреле 1904 года. Второе торговое соглашение было подписано в следующем году. Влиятельный сербский политик Никола Пашич стремился остановить австро-венгерское влияние. Альянс не был реализован из-за давления Австро-Венгрии и ухудшения болгаро–сербских отношений.